# Islands in the Stream (boek)
Islands in the Stream (1970) is het eerste van de postuum gepubliceerde werken van Ernest Hemingway.
Het boek was oorspronkelijk bedoeld om Hemingways reputatie te herstellen na de negatieve beoordelingen van Across the River and into the Trees. Hij begon eraan in 1950 en schreef een groot gedeelte ervan in 1951. Het ongepolijste, maar blijkbaar wel afgewerkte boek werd door zijn vrouw Mary Hemingway gevonden tussen de door hem achtergelaten manuscripten. Islands in the Stream omvat drie verhalen over verschillende fasen in het leven van de hoofdpersoon, Thomas Hudson. De drie verschillende delen van de roman waren oorspronkelijk getiteld "The Sea When Young", "The Sea When Absent" en "The Sea in Being", maar werden bij uitgave veranderd in "Bimini", "Cuba" en "At Sea".